# Crataegus azarella
Crataegus azarella là loài thực vật có hoa trong họ Hoa hồng. Loài này được Griseb. mô tả khoa học đầu tiên.